# العلاقات الساموية الكرواتية
العلاقات الساموية الكرواتية هي العلاقات الثنائية التي تجمع بين ساموا وكرواتيا.

## مقارنة بين البلدين
هذه مقارنة عامة ومرجعية للدولتين:
| وجه المقارنة                                              | ساموا                        | كرواتيا                                                  |
| --------------------------------------------------------- | ---------------------------- | -------------------------------------------------------- |
| المساحة (كم2)                                             | 2.84 ألف                     | 56.59 ألف                                                |
| عدد السكان (نسمة)                                         | 196.44 ألف                   | 4.11 مليون                                               |
| الكثافة السكانية (ن./كم²)                                 | 69.17                        | 72.63                                                    |
| العاصمة                                                   | أبيا                         | زغرب                                                     |
| اللغة الرسمية                                             | لغة إنجليزية، اللغة الساموية | اللغة الكرواتية                                          |
| العملة                                                    | تالا ساموي                   | كونا كرواتية                                             |
| الناتج المحلي الإجمالي (بليون دولار)                      | 856.63 مليون                 | 54.85 مليار                                              |
| الناتج المحلي الإجمالي (تعادل القوة الشرائية) بليون دولار | 1.15 مليار                   | 94.64 مليار                                              |
| الناتج المحلي الإجمالي الاسمي للفرد دولار أمريكي          | 3.94 ألف                     | 11.54 ألف                                                |
| الناتج المحلي الإجمالي للفرد دولار أمريكي                 | 5.79 ألف                     | 21.64 ألف                                                |
| مؤشر التنمية البشرية                                      | 0.702                        | 0.818                                                    |
| رمز المكالمات الدولي                                      | +685                         | +385                                                     |
| رمز الإنترنت                                              | .ws                          | .hr                                                      |
| المنطقة الزمنية                                           | ت ع م+13:00                  | توقيت وسط أوروبا، ت ع م+01:00، ت ع م+02:00، أوروبا/زغرب ‏ |

## منظمات دولية مشتركة
يشترك البلدان في عضوية مجموعة من المنظمات الدولية، منها:
| علم المنظمة | اسم المنظمة                               | تاريخ انضمام ساموا | تاريخ انضمام كرواتيا |
| ----------- | ----------------------------------------- | ------------------ | -------------------- |
|             | مؤسسة التنمية الدولية                     | 28 يونيو 1974      | 25 فبراير 1993       |
|             | يونسكو                                    | 3 أبريل 1981       | 1 يونيو 1992         |
|             | وكالة ضمان الاستثمار متعدد الأطراف        | 27 سبتمبر 2002     | 19 مارس 1993         |
|             | الأمم المتحدة                             | 15 ديسمبر 1976     | 22 مايو 1992         |
|             | الاتحاد البريدي العالمي                   | ?                  | ?                    |
|             | البنك الدولي للإنشاء والتعمير             | 28 يونيو 1974      | 25 فبراير 1993       |
|             | الاتحاد الدولي للاتصالات                  | 7 أكتوبر 1988      | 3 يونيو 1992         |
|             | منظمة حظر الأسلحة الكيميائية              | ?                  | ?                    |
|             | مؤسسة التمويل الدولية                     | 28 يونيو 1974      | 25 فبراير 1993       |
|             | المركز الدولي لتسوية المنازعات الاستشارية | 25 مايو 1978       | 22 أكتوبر 1998       |
|             | منظمة التجارة العالمية                    | ?                  | ?                    |
|             | منظمة الشرطة الجنائية الدولية             | ?                  | ?                    |

## وصلات خارجية
- موقع وزارة الخارجية الكرواتية